# Anna Oliver i Borràs
Anna Oliver i Borràs (Carcaixent, 31 de maig de 1972) és una advocada i activista cultural valenciana. És presidenta d'Acció Cultural del País Valencià d'ençà de 2020 i de la Federació Llull des de l'any 2022.
És llicenciada en Dret per la Universitat de València. És advocada en exercici des de l'any 1996. Fou tècnica del Casal Jaume I – Grup Arrels de Carcaixent i assessora jurídica d'Acció Cultural del País Valencià. Ha col·laborat amb el Fòrum per la Memòria del País Valencià. És membre fundadora de l'Associació de Dones Juristes d'Alzira, i una de les impulsores del projecte Sòriques, que aglutina a diferents associacions feministes. Des de fa anys ha participat en xerrades, tallers i activitats dirigides a la prevenció de la violència de gènere, especialment entre la gent més jove.